# 快手 (漫畫)
快手（英語：Speedy）是美國DC漫畫中兩名超級英雄的稱號，這些角色都是綠箭俠的青少年助手。

## 人物

### 羅伊·哈珀
羅伊·哈珀（Roy Harper）是第一任快手，後來也使用「紅箭俠」、「軍火庫」等稱號。

### 米婭·迪爾登
米婭·迪爾登（Mia Dearden）於2001年在《綠箭俠》（第3卷）＃2登場。米婭是一名十幾歲的女孩，被父親虐待並從事兒童賣淫後逃離家中。米婭被綠箭俠手中獲救。米婭開始與康納·霍克秘密訓練射箭和戰鬥。 米婭繼續向綠箭請求，允許她作為他的伙伴，但奧利弗不斷反對，不想讓另一名年輕人處於危險境地。 米婭加倍努力，綠箭最終讓她成為新的Speedy。 此後不久，她加入了少年泰坦隊。 此後她離開了團隊。

## 其他媒體

### 影集
- 超人前傳
  - Speedy (Mia Dearden) 出現在超人前傳第 9 季的“交火”一集中。這個版本的 Speedy 是綠箭俠的學徒 Mia Dearden ，由 Elise Gatien 扮演[1]。

- 綠箭宇宙：
  - 《綠箭俠》綠箭俠的妹妹西婭·昆恩（英语：Thea_Queen）的創作原型來自於惠美子·昆恩及米婭·迪爾登（英语：Speedy (Mia Dearden)）。外號也是快手。
  - 羅伊·哈珀使用軍火庫稱號之前，也是使用Speedy
  - 閃電俠偶爾也會被其他不熟的人稱為Speedy

- 逐星女 (電視劇)
  - 在 Stargirl 劇集“Brainwave”中，Pat Dugan 向主角展示了一張他和星條旗小子與七名勝利戰士成員 Green Arrow、Speedy、Vigilante、Shining Knight、Crimson Avenger 和 Wing 的合影。

## 資料來源
1. ↑  . MTV. 2009-08-27  [2021-12-20]. （原始内容存档于2021-12-21）.